# Piabetá
Piabetá é um dos principais bairros pertencentes ao sexto distrito do município de Magé, no estado do Rio de Janeiro, no Brasil. Piabetá tem o maior cartório eleitoral do município de Magé. Possui um comércio de variados gêneros e serviços. O bairro de Piabetá sobressai-se no sexto distrito de Magé, Vila Inhomirim. Nas proximidades, também existem os bairros de Fragoso, Pau Grande e Raiz da Serra (que é oficialmente o bairro-sede do sexto distrito).
Piabetá era passagem da Família Real do Porto da Estrela, em Mauá, até Petrópolis.

## Localização
Piabetá pode ser considerado a porta de entrada de Magé. Possui quatro vias de entrada e saída:
- Duque de Caxias BR-116 (via Imbariê, Santa Lúcia e Parada Angélica)
- Rodovia Rio-Teresópolis BR-116 (via Bongaba) (próximo ao pedágio) -
- Petrópolis (via Estrada Velha RJ-107, Raiz da Serra, Fragoso)
- Santo Aleixo (Estrada Municipal)

Latitude -22,6167, Longitude -43,1667

## Desenvolvimento

### Crescimento
É um dos mais importantes bairros de Magé, devido ao seu comércio, à sua grande população e ao fato de ser caminho para a cidade de Petrópolis.
- Saúde:

- possui uma maternidade pública: o Hospital Municipal Hugo Braga.
- vários postos de saúde (PSF)
- clinicas particulares
- Educação: Possui escolas da rede municipal, estadual, privada e uma Universidade de Ensino a Distância (Universidade Norte do Paraná), além dos cursos de idiomas e de formação profissional.

- Comércio: Possui um comércio muito desenvolvido em comparação com outros bairros do município. A maioria dos moradores do município de Magé se deslocam até Piabetá somente para fazer compras, assim como de bairros próximos, pertencentes a outros municípios, como o de Duque de Caxias, por exemplo.

- Mercado de Trabalho: Possui comércios variados que geram muitos empregos. Conta com uma grande variedade de cursos profissionalizantes e alguns preparatórios.

## Lazer

Uma das principais formas de lazer local das pessoas que residem em Piabetá, está na tradicional "Praça de Piabetá" (Praça 7 de setembro, com denominação dada pela Lei Municipal n. 70, de 24 de setembro de 1965), localizada próxima à estação ferroviária e ao Destacamento de Policiamento Ostensivo, onde os jovens costumam se reunir para trocar ideias,fazer amigos, estudar, saborear a diversidade de preparos do açaí e pipocas existentes no local, além de sorvetes e crepes ou simplesmente passar o tempo.
Em dias de calor, costuma-se frequentar a Cachoeira Grande e, à noite, visitar os bairros vizinhos do município, a Praia de Mauá e de Piedade, para saborear um delicioso peixe e tendo, como paisagem de fundo, a Baía de Guanabara (com um cheiro um tanto ruim). Os mais aventureiros sobem a serra de Petrópolis por Raiz da Serra em direção à pista de decolagem de asa delta e parapente, que fica no bairro da Siméria. De uma altitude de novecentos metros, partem para o pouso na Vila de Fragoso.
Para os amantes da noite, há ainda a possibilidade de ir a algumas casas de shows, tais como: o Campo do Piabetá FC, a Cooperativa de Pau Grande, entre outros.

## Turismo e Paisagem

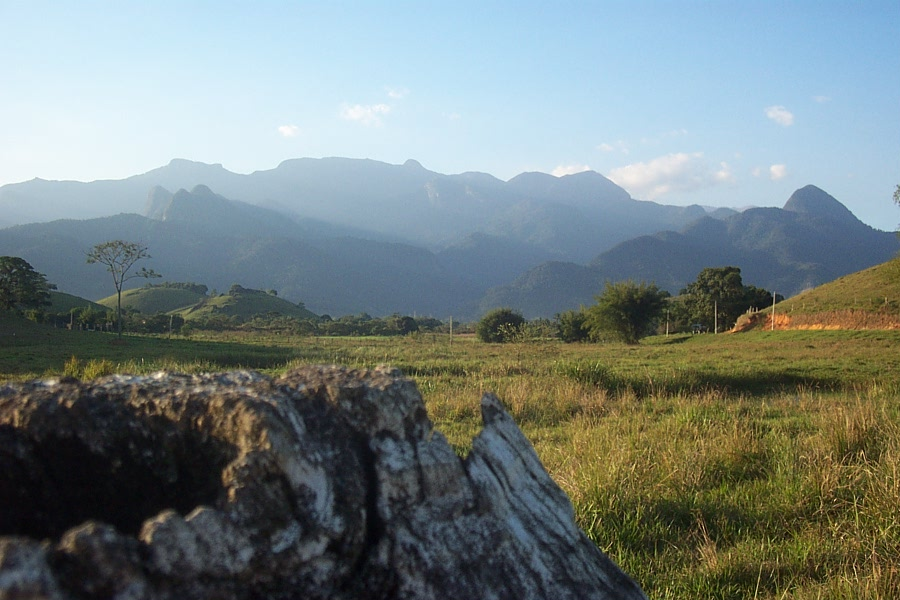
Vista privilegiada da Serra da Estrela (setor da Serra do Mar) a partir do Guarani, em Piabetá.

Piabetá, assim como toda a cidade de Magé, tem um enorme potencial turístico, embora ainda não tenha sido explorado.  Para estudantes e historiadores, é um lugar com extenso material didático a ser consultado.
- Chegando em Piabetá pela estrada Rio-Teresópolis (via Bongaba), é possível acompanhar a extensão da primeira estrada de ferro do Brasil: a Estrada de Ferro Mauá, que também é a terceira da América Latina. Foi construída com a participação de Irineu Evangelista de Souza, o Barão de Mauá e inaugurada em 30 de abril de 1854. A primeira locomotiva, com o nome de "Baronesa", ligava o Porto de Mauá, no fundo da baía de Guanabara, às estações de Piabetá e Fragoso. Em 1856, a estrada foi estendida até Raiz da Serra. Em 1960, a estrada foi desativada;

- Seguindo a estrada municipal de Piabetá, é possível ter a dimensão do potencial agrícola da região. Colônias de japoneses contribuíram para o desenvolvimento agrícola daquela região. Nesta estrada, enconta-se o Clube de Futebol do Rio de Janeiro, a "escola de futebol", como é conhecida no local, com vários campos para treinamento dos alunos, cercado de uma natureza exuberante.  Seguindo a extensão desta estrada, é possível se banhar em algumas cachoeiras, como a Cachoeira Grande e Poço das mulatas, entre outras em sua extensão e se aventurar a chegar até o Véu da Noiva;

- A Estrada Real ou Caminho Velho da Serra (Serra Velha) é uma estrada construída por pedras pelos escravos com a finalidade de subir a serra de Petrópolis com as carruagens reais, dentre outros interesses. Hoje, ainda é possível admirar o belíssimo trabalho feito pelos escravos a partir do trecho de Raiz da Serra;

- Piabetá possui uma vista muito bela e privilegiada, de qualquer ponto do bairro pode se ver diversas cadeias de montanhas, além da serra de Petrópolis.

## Transportes
O nível do transporte intermunicipal é insatisfatório no bairro, que conta com algumas linhas de ônibus e uma linha de trem.

O transporte municipal é alvo de diversas críticas negativas por parte dos moradores. Ônibus em condições precárias e com alto valor de passagem costumam viajar abarrotados de pessoas, que são, em grande parte, estudantes da rede pública de ensino.

O transporte ferroviário, suprido pela SuperVia, é um dos piores. O trecho Saracuruna-Vila Inhomirim é servido por trens movidos a Diesel, em terríveis condições, operando em linhas férreas com pouca manutenção e segurança, e com intervalos de quase 2 horas.

## História
Terra habitada por tupis, a região de Inhomirim aparece pela primeira vez nas Cartas de Sesmarias, em 1568, quando, à 9 de fevereiro, o rei de Portugal doou uma larga faixa de terras às margens do rio Inhomirim em favor de Antônio da Fonseca, que havia lutado ao lado de Estácio de Sá na expulsão dos franceses da Guanabara.
Piabetá está localizado próximo à Serra dos Órgãos, contando com aproximadamente 68.000 habitantes.
A Primeira Ferrovia do Brasil, hoje abandonada e parcialmente destruída, que ligava Guia de Pacobaíba a Petrópolis, corta Piabetá.
Em 1677, foi criada a freguesia de Anhu-mirim (palavra tupi que significa "anhuma pequena"), sob a invocação de Nossa Senhora da Piedade. Através do alvará de 12 de abril de 1698, a freguesia foi elevada à categoria de paróquia perpétua.
Apenas em 11 de junho de 1723, apareceu, pela primeira vez, uma concessão de terras em Piabetá, doadas aos sócios Ventura da Costa e Antônio de Toledo Souto Mayor, constituída de 3.000 braças quadradas entre os rios Cayoaba e Piatá.
Em 8 de abril de 1728, as terras de Ventura da Costa foram transferidas para Antônio Fernandes Lima. Com uma área de seis quilômetros quadrados, a fazenda de Antônio de Toledo, nessa época, abrangia ainda as terras de Raiz e Meio da Serra.
No século XIX, monsenhor Pizarro e Araújo, em suas Memórias históricas do Rio de Janeiro, mencionou a existência do rio Piabetá, originado na Serra Alta (Petrópolis), desaguando no rio Bonga (Bongaba) e, em cujas margens, cultivavam-se a cana-de-açúcar, a mandioca, o arroz, o café e legumes e funcionavam alguns engenhos de aguardente.
O declínio da agricultura mageense verificado com o advento da república, em 1889, pôde ser sentido também em Piabetá.
Com o loteamento das fazendas, verdadeiros sub-bairros continuaram surgindo, de onde saía mão de obra para a capital e para as cidades vizinhas.

### Significado do nome
O nome do bairro é uma referência ao Rio Piabetá. Segundo J. Romão da Silva, "Piabetá" é uma corruptela de "piatá", que significa "a base firme", "o alicerce sólido". Usado como adjetivo, expressa ainda, "firmeza, força ou vigor". Nos textos antigos, aparecem "Piatá", "Piabatá" e "Piabetá".
Alternativamente, o professor de língua tupi da Universidade de São Paulo Eduardo de Almeida Navarro diz que etá é um sufixo tupi que designa "grande quantidade". Segundo essa interpretação, "Piabetá" significaria, em tupi, "muitas piabas".

### Aniversário do Bairro
É comemorado no dia 8 de abril.

### Clima
Quente e úmido com temperatura média de 25 °C.

### Crime ambiental
Em 19 de julho de 2006, o Instituto Brasileiro do Meio Ambiente e dos Recursos Naturais Renováveis multou a prefeitura de Magé por causa do Lixão de Piabetá - em Bongaba-, como é conhecido. O lixo continua sendo queimado e enterrado em Piabetá. Para o Instituto Brasileiro do Meio Ambiente e dos Recursos Naturais Renováveis, essas são apenas algumas das irregularidades apontadas no laudo sobre o lixão de Piabetá. A fiscalização do Instituto Brasileiro do Meio Ambiente e dos Recursos Naturais Renováveis constatou que há contaminação do solo, do lençol freático e a poluição do ar.
Além disso, escavadeiras retiravam saibro de um morro para aterrar o lixo. Por conta da fumaça, que diminui a visibilidade dos motoristas, uma pessoa morreu em um acidente no quilômetro 132 da Rio-Teresópolis, próximo ao lixão.
Segundo a Secretaria de Meio Ambiente de Magé, o município possui licença provisória, concedida pelo Instituto Brasileiro do Meio Ambiente e dos Recursos Naturais Renováveis e pela Fundação Estadual de Engenharia do Meio Ambiente, para o funcionamento do lixão em Piabetá. Atualmente, estão sendo adotadas medidas para a transformação do lixão em aterro sanitário.
O lixão de Piabetá fica ao lado do Cemitério Municipal de Bongaba, uma área com uma beleza natural, arbustos que recebem seus visitantes. Há as históricas ruínas da Igreja Católica de Nossa Senhora da Piedade de Inhomirim, fundada em 1696. Atualmente, são promovidas missas mensalmente no local.
Infelizmente, o lixão não vem só contaminando os lençóis freáticos, solo e o ar, como, também, prejudicando a todos aqueles que precisam chegar até o cemitério, seja para enterros ou para as missas.

## Esporte e carnaval
O bairro é servido por time profissional, o Clube de Futebol Rio de Janeiro, que disputa, desde 2009, a Série C do campeonato estadual de futebol do Rio de Janeiro. O Piabetá Esporte Clube, por sua vez, é amador, e disputa os campeonatos promovidos pela Liga Mageense de Desportos.
Além de ter sede no bairro, o Bloco de Enredo Arranco da Guarany de Piabetá está no grupo três da Federação dos Blocos Carnavalescos do Estado do Rio de Janeiro.